# Лестар (коммуна)
Леста́р (фр. Lestards, окс. Lestaurs) — коммуна во Франции, находится в регионе Лимузен. Департамент — Коррез. Входит в состав кантона Бюжа. Округ коммуны — Юссель.
Код INSEE коммуны — 19112.
Коммуна расположена приблизительно в 380 км к югу от Парижа, в 65 км юго-восточнее Лиможа, в 29 км к северу от Тюля.

## Население
Население коммуны на 2008 год составляло 110 человек.
| 1962 | 1968 | 1975 | 1982 | 1990 | 1999 | 2008 |
| ---- | ---- | ---- | ---- | ---- | ---- | ---- |
| 123  | 139  | 116  | 92   | 106  | 101  | 110  |

## Экономика
В 2007 году среди 67 человек в трудоспособном возрасте (15-64 лет) 50 были экономически активными, 17 — неактивными (показатель активности — 74,6 %, в 1999 году было 77,8 %). Из 50 активных работали 46 человек (27 мужчин и 19 женщин), безработных было 4 (3 мужчин и 1 женщина). Среди 17 неактивных 3 человека были учениками или студентами, 7 — пенсионерами, 7 были неактивными по другим причинам.

## Достопримечательность
- Церковь Сен-Марсьяль[фр.] (XII—XIII века). Памятник истории с 1998 года[3]

## Фотогалерея
- Церковь Сен-Марсьяль
- Мэрия и церковь Сен-Марсьяль
- Карта коммуны